# Orgel der Dorfkirche Blankenhagen
Die Orgel der Dorfkirche Blankenhagen im Landkreis Rostock in Mecklenburg-Vorpommern wurde von Arp Schnitger gebaut. Die Brüstungsorgel entstand 1686–1687 mit zwölf Registern auf zwei Manualen und angehängtem Pedal für die Reformierte Kirche in Hamburg-Altona und wurde im Jahr 1833 in die Dorfkirche Blankenhagen überführt. Nach einem Umbau 1851 sind von Schnitger das Gehäuse, eine Windlade, drei Register vollständig und drei zum Teil erhalten.

## Baugeschichte

### Neubau durch Schnitger 1686

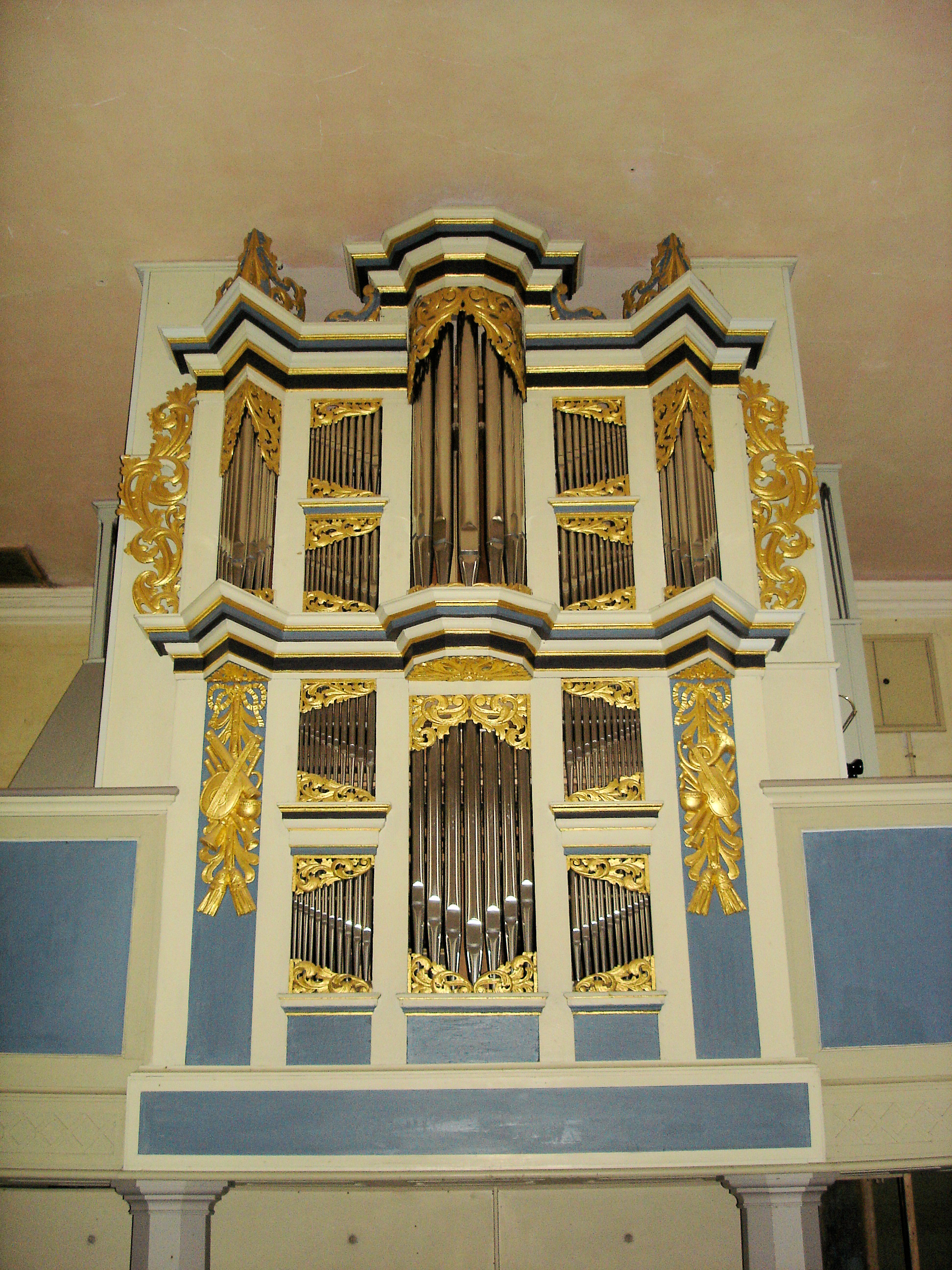
Blick auf die Orgel

Schnitger baute die zweimanualige Orgel für die evangelisch-reformierte Kirche in Hamburg-Altona. Nach einem heißen Sommer im Jahr 1717 hatte die Windversorgung Schaden gelitten und wurde von Schnitger repariert. Schnitger verweist in seinen Aufzeichnungen auf die Baukosten, die so niedrig waren, „dass nicht einmal ein Glas Wein übrig blieb“.
Der zweigeschossige Prospektaufbau ähnelt Schnitgers niederländischen Instrumenten in Harkstede (1694), Eenum und Godlinze (beide 1704) in der Provinz Groningen, wobei sich in Blankenhagen hinter dem flachen Unterprospekt das Unterwerk befand. Im oberen Teil mit einem Principal 4′ ist die klassische Fünfteilung mit polygonalem Mittelturm und zwei flankierenden Spitztürmen zu sehen. Die Türme werden durch zweigeschossige Flachfelder verbunden, die durch Kämpferleisten geteilt sind. Das Gehäuse wird an beiden Seiten durch vergoldetes, geschnitztes Akanthuswerk mit Voluten verziert, das sich als oberer und unterer Abschluss der Pfeifenfelder findet. Das Oberwerk wird oben und unten durch stark profilierte Gesimskränze abgeschlossen. Schnitzwerk bekrönt die Seitentürme und schmiegt sich an den Mittelturm an. Wegen der niedrigen Deckenhöhe fehlt es auf dem Mittelturm. Das Unterwerk ist dreiachsig und mit Flachfeldern ohne Türme ausgestattet. Ein breites Mittelfeld wird von zweigeschossigen Flachfeldern umgeben. In den freien äußeren Füllungen sind in einer vergoldeten Schnitzgirlande Musikinstrumente dargestellt. Die relativ sparsamen Ornamente weisen auf die Bestimmung der Orgel für eine reformierte Kirche hin. Von Schnitgers Orgeln in Mecklenburg-Vorpommern blieb einzig dieses Werk teilweise erhalten.

### Spätere Arbeiten

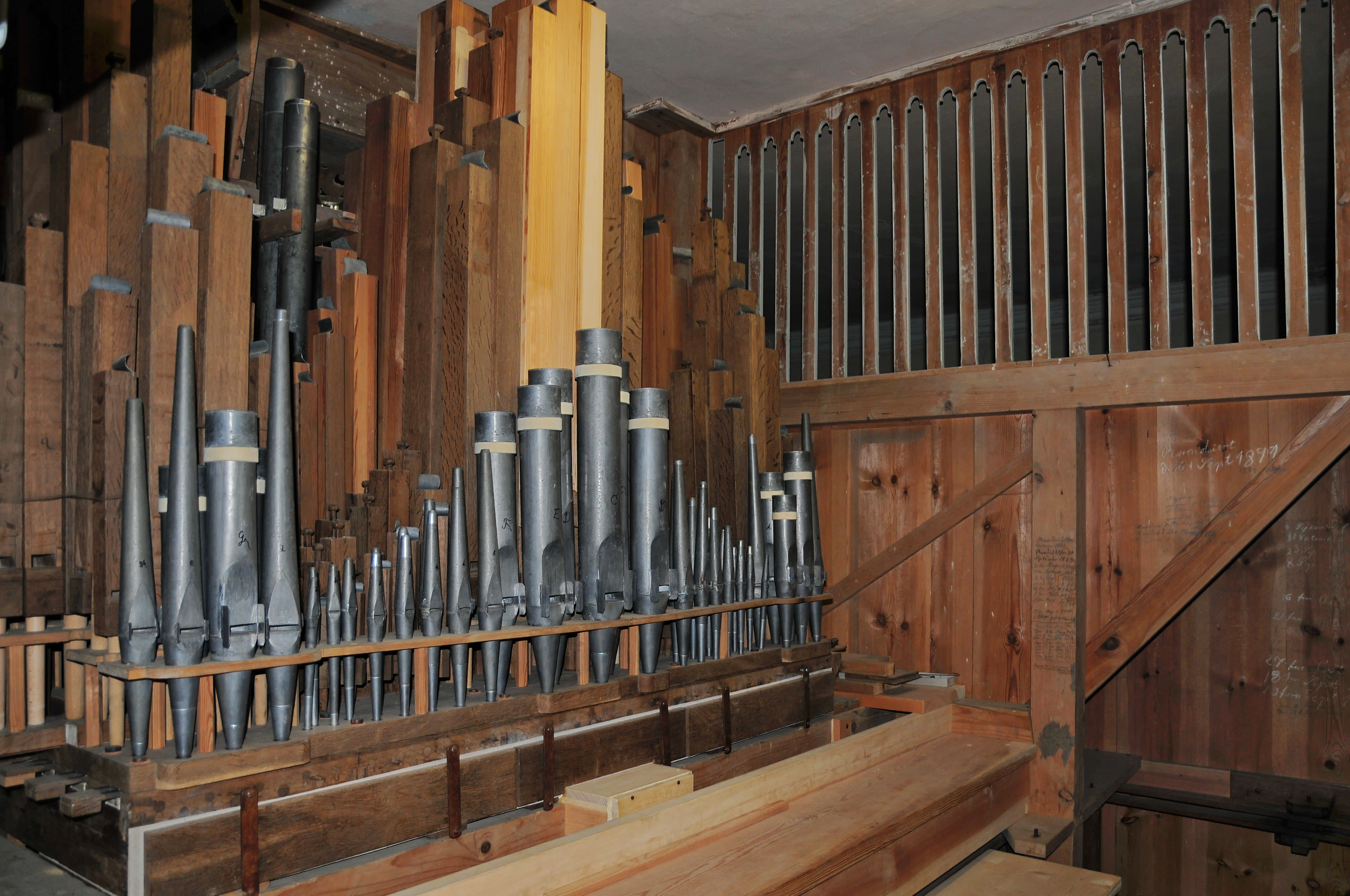
Blick in den Innenraum der Orgel

Nach dem Bau der neuen Kirche überführte Johann Dietrich Busch die Orgel im Jahr 1730 in das neue Gotteshaus. Hier führte Johann Paul Geycke 1777 und 1796 Reparaturen und möglicherweise weitere Veränderungen durch. Als Heinrich Rasche 1832 eine neue Orgel errichtete, verkaufte die Kirchengemeinde die Schnitger-Orgel nach Blankenhagen. Dort wurde sie 1833 von Rasche in veränderter Disposition aufgestellt, der sie wahrscheinlich in Zahlung genommen hatte.
Rasche nahm 1851 einen eingreifenden Erweiterungsumbau vor und legte die Orgel, die ursprünglich wahrscheinlich hinterspielig war, seitenspielig an. Schnitgers Windlade des Unterwerks wurde hinter den oberen fünfteiligen Prospekt verlegt. Dahinter wurde in der Position eines Hinterwerks eine neue Windlade angelegt, die Platz für die großen Register Bordun 16′ und Principal 8′ bietet. Dadurch wurde die Tiefe der Orgel erheblich erweitert. Zudem setzte Rasche drei weitere neue Register ein. Rasche fertigte neue Klaviaturen mit den zusätzlichen Tönen Cis und Dis in der Bassoktave an und belegte seine Manubrien (Registerzüge) mit Porzellanschildern. Im Jahr 1899 wurden Schnitgers Bälge und nach 1917 die Prospektpfeifen ersetzt.

### Restaurierung

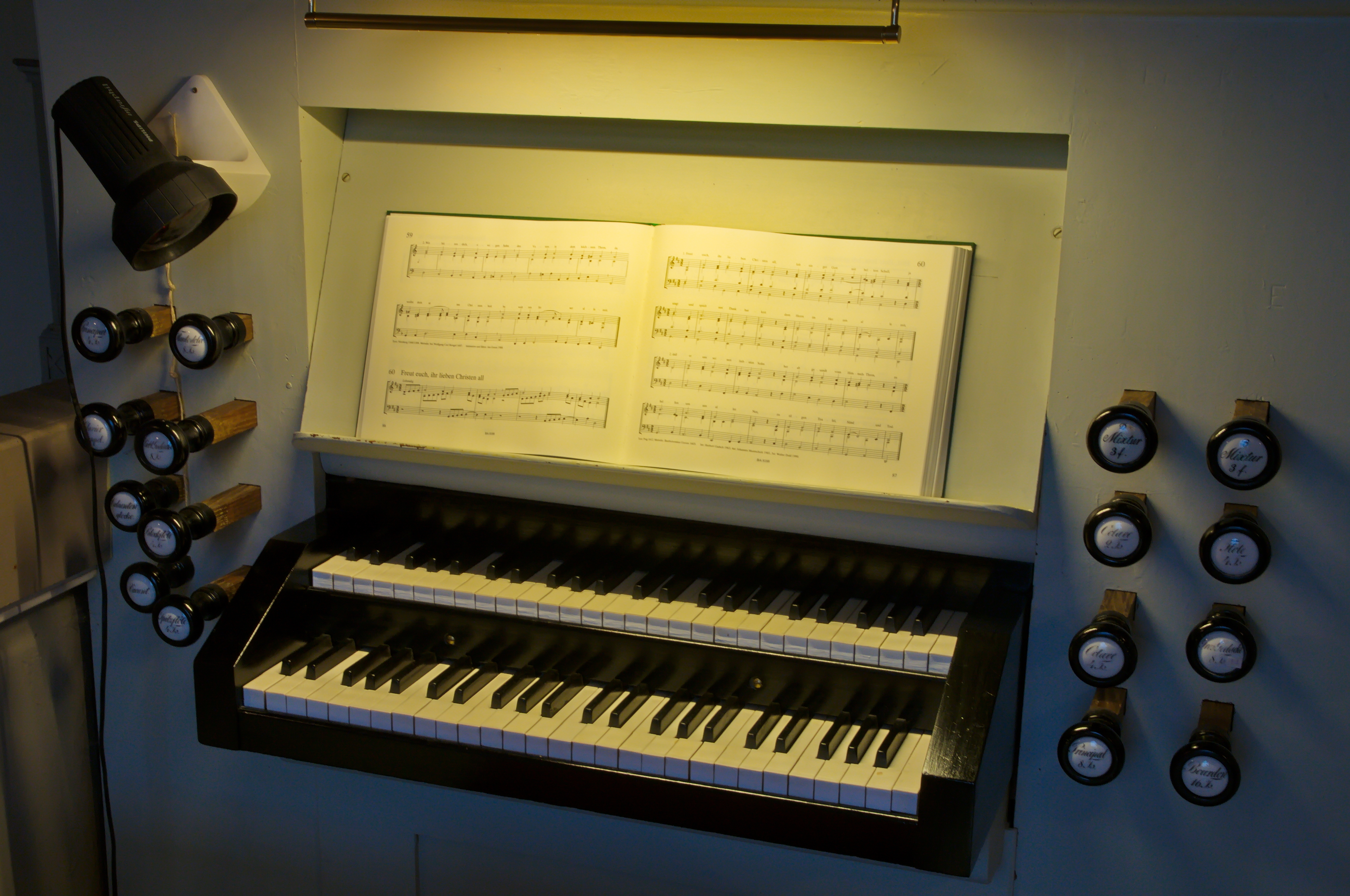
Spieltisch der Orgel

Die Orgelbaufirma Alexander Schuke restaurierte das Instrument in den Jahren 2002 bis 2003. Der gewachsene Zustand, wie er maßgeblich durch Rasches Umbauten entstanden war, wurde beibehalten und die Orgel nicht in einen früheren Zustand zurückversetzt. Schuke rekonstruierte die verlorenen Prinzipalpfeifen im Prospekt und die Mixtur.

## Disposition seit 2003
| I Hauptwerk C–c3 |                |      |         |
| 1.               | Bordun         | 16′0 | Ra      |
| 2.               | Principal0     | 08′  | Ra/Schu |
| 3.               | Gros Gedackt   | 08′  | S/Ra    |
| 4.               | Octave         | 04′  | Ra      |
| 5.               | Flöte          | 04′  | Ra      |
| 6.               | Octave         | 02′  | S (?)   |
| 7.               | Mixtur III B/D |      | Schu    |

| II Vorderwerk C–c3 |                 |     |        |
| 08.                | Liebl. Gedackt0 | 8′0 | S      |
| 09.                | Flauto dolce    | 8′  | Ra     |
| 10.                | Prinzipal       | 4′  | S/Schu |
| 11.                | Spitzflöte      | 4′  | S      |
| 12.                | Blockflöte      | 4′  | S      |

| Pedal C–d1 |           |
|            | angehängt |

- Koppeln: Manualkoppel
- Kalkantenglocke

Anmerkungen
1. ↑  Der Tonumfang der Schnitger-Windlade reicht bis b2, die Töne h2 und c3 sind an die Töne h1 und c2 gekoppelt.

S = Register von Schnitger (1687)
Ra = Register von Rasche (1851)
Schu = Schuke (2003)

## Technische Daten
- 12 Register, 15 Pfeifenreihen
- Windversorgung: 
  - Winddruck: 65 mmWS
- Windladen: Schleifladen, I. Manual (Rasche), II. Manual (Schnitger/Rasche)
- Traktur:
  - Tontraktur: Mechanisch
  - Registertraktur: Mechanisch
- Stimmung:
  - Gleichstufige Stimmung
  - Tonhöhe: a1 = 440 Hz